# 鏡里村
鏡里村（かがみさとむら）は、かつて新潟県刈羽郡にあった村。

## 沿革
- 1889年（明治22年）4月1日 - 町村制施行に伴い刈羽郡岩上村、半田村、佐藤池新田、軽井川村が合併し、鏡里村が発足。
- 1901年（明治34年）11月1日 - 村域を二分割し、次のように近隣自治体と合併して消滅。
  - 大字半田・岩上 → 刈羽郡枇杷島村と合併し枇杷島村を新設。
  - 大字軽井川・佐藤池新田 → 刈羽郡田尻村、平井村、安田村と合併し田尻村を新設。